# Hörndl
Hörndl är ett berg i Österrike.   Det ligger i distriktet Zell am See och förbundslandet Salzburg, i den centrala delen av landet, 300 km väster om huvudstaden Wien. Toppen på Hörndl är 2 762 meter över havet.
Terrängen runt Hörndl är huvudsakligen bergig, men åt sydost är den kuperad. Runt Hörndl är det ganska glesbefolkat, med 32 invånare per kvadratkilometer.. Närmaste större samhälle är Mittersill, 13,2 km norr om Hörndl. 
Trakten runt Hörndl består i huvudsak av gräsmarker.